# Murallas de Antillón
Las murallas de Antillón (Provincia de Huesca, España) son un recinto murado de planta irregular. Puede ser que hubiera dos tipos de muralla, una formada por bloques de piedra como los que actualmente quedan a la vista en el sector de mediodía y poniente; y otra formada por las fachadas de los edificios que dan hacia el bancal de piedra cuyos desniveles, de corte abrupto en muchos casos, fueran aprovechados con función defensiva. Es muy probable que el casco urbano, construido en la Edad Media acomodado en lo alto de ese bancal, cumpliera la función protectora y así los muros del caserío formarían la muralla del norte y de levante. 
La muralla que actualmente queda a la vista (sur y oeste) se forma con paños de cantería de sillares grandes no muy bien escuadrados, asentados con argamasa entre las traseras de las edificaciones. Al sur se conserva una puerta en arco de medio punto junto a uno de los torreones de la muralla, de planta cuadrada. Se ha conservado otro de iguales características en el ángulo sudeste. 